# Interpret Europe
Az Interpret Europe – European Association for Heritage Interpretation (Interpret Europe –Európai Örökség-interpretációs Egyesület) egy tagsági rendszeren alapuló nemzetközi, Németországban bejegyzett civil szervezet. Tagságát egyesületek, intézmények, cégek és egyének alkotják. A tagok mintegy 90%-a európai.

## Története
Az örökség-interpretáció, mint szakma az Egyesült Államok nemzeti parkjaiban alakult ki a 20. század első felében. Freeman Tilden alkotta meg első definícióját 1957-ben. Az első nemzeti szintű európai szerveződés az 1975-ben alapított Society for the Interpretation of Britain’s Heritage (Brit Örökség-interpretációs Társaság) volt. Az Interpret Europe egy nyitott hálózatként először 2000-ben jött létre, míg a szervezet hivatalosan 2010. július 14-én alakult meg Szlovéniában.

## Felépítése
Az Interpret Europe két meghatározó testülete az igazgatótanács és a felügyelőbizottság. Az igazgatótanács az egyesület ügyvivő testülete és legalább két főből áll, ahol minden tag hivatalos képviselőként járhat el. Az igazgatótanács tagjait a felügyelőbizottság nevezi ki. A felügyelőbizottság taglétszáma három és kilenc között lehet. A felügyelőbizottság tagjait a választmányi gyűlésen a szavazati joggal rendelkező tagok választják. A választmányi gyűlésnek kell jóváhagynia mind az igazgatótanács, mind a felügyelőbizottság működését, tevékenységét.

## Célok
Az Interpret Europe igyekszik előmozdítani az örökséginterpretációval kapcsolatos gyakorlati tevékenységeket és kutatást.
Az örökséginterpretáció egy szabadidős tanulási-oktatási forma, amely arra ösztönzi a nagyközönség tagjait, hogy személyes élményeken keresztül szerezzenek tapasztalatokat a természeti és kulturális örökségről, így feltárva az egyes örökséghelyszínek, tárgyak és események mélyebb jelentéstartalmát. Ez egy világszerte alkalmazott szemlélet és módszer: főként védett természeti területek, műemlékek, múzeumok, állatkertek és botanikus kertek bemutatásában jellemző.
Az Interpret Europe igyekszik egy olyan európai szintű közösséget kialakítani, ahol megoszthatják egymással ismereteiket, tapasztalataikat, továbbá partnerséget hozhatnak létre az örökség-interpretációval foglalkozó szervezetek és felsőoktatási intézmények.

## Tevékenységek
Az Interpret Europe konferenciákat és képzéseket szervez, valamint részt vesz nemzetközi projektekben.
A konferenciákra a részvevők igen aktív részvétele jellemző, mintegy 100 eseménnyel, így előadásokkal, terepi programokkal, csoportos műhelymunkával. Az éves konferenciák eddigi helyszínei: Németország (2011), Olaszország (2012), Svédország (2013), Horvátország (2014) és Lengyelország (2015). A 2017. évi Interpret Europe konferencia helyszíne Belgium lesz, címe pedig az „Örökséginterpretáció – Európa jövőjéért”. Az esemény tematikusan dolgozza fel, hogy egy kulturális örökséghelyszín felkeresése során szerzett élmények miként járulhatnak hozzá az emberi jogokkal, az aktív állampolgári részvétellel és a békével kapcsolatos ismertek elmélyítéséhez.
A nemzetközi projektek különböző témákhoz kapcsolódnak, így egy európai minősítési rendszer kidolgozásához (LEADER “Transinterpret” projekt, Leonardo “TOPAS” projekt), egy képzési rendszer kidolgozásához (Leonardo “HeriQ” projekt), a különböző célközönségre szabott interpretáció gyakorlatához (Grundtvig “HISA” projekt) és a kompetenciákon alapuló tanulás lehetőségeihez (Leonardo “IOEH” projekt, Grundtvig “InHerit” projekt).
A képzésekre különböző nyelveken kerül sor, jelenleg elsősorban a túravezetők képzése, valamint a túravezetőket képzők képzése alkotja a tevékenység gerincét.

## Együttműködések
Az Interpret Europe egy globális partnerségi hálózat tagja, együttműködik a  National Association for Interpretation-nel (Amerikai Egyesült Államok), az Interpretation Canada-val (Kanada), az Interpretation Australia-val (Ausztrália) és további hálózatokkal és kezdeményezésekkel.  Európán belül jelenleg együttműködik az Association for Heritage Interpretation-nel (Egyesült Királyság) és a Sdružení pro interpretaci místního dědictví-vel (Csehország). További, cserekapcsolaton alapuló együttműködést épített ki az Asociación para la Interpretación del Patrimonio-val (Spanyolország)) és az Associação de Interpretação do Património Natural e Cultural-lal (Portugália). Az Interpret Europe további, nemzeti szervezetek megalakulását is igyekszik előmozdítani Európán belül.